# Ма Лян
Ма Лян (187–222), ввічливе ім’я Цзічан , служив  під командуванням воєначальника Лю Бея під час пізньої китайської династії Східна Хань . З молодості Ма Лян був відомий своїм винятковим талантом, а Чень Шоу описав його як одного з найкращих чиновників Шу; однак він загинув у битві при Сяотіні у віці 35 років . Він служив у державі Шу Хань як один із засновників палацу імператора Лю Бея під час раннього періоду трьох царств .

## Життя
Ма Лян походив з округу Ічен (宜城縣), Сян'ян (зараз Ічен, Хубей) . У нього було чотири брати – Ма Су був одним із них. У бровах у нього були білі пасма. Також у рідному місті Ма Ляна існувала приказка, яка описувала його та його братів: «У сім’ї Ма п’ятеро Чан, той, у кого білі брови — Ма Лян». 
Приблизно у 209 році, після смерті  інспектора провінції Цзін (що охоплює сучасні Хубей і Хунань ) Лю Ці  (刺史)  ,  її очолив Лю Бей. Він найняв Ма Ляна служити помічником офіцера (從事) під його керівництвом. . Пізніше в 211 році, коли Лю Бей вирушив у експедицію  провінцією І (що охоплює сучасні Сичуань і Чунцін ), Ма Лян залишився в провінції Цзін. Він був близьким другом стратега Лю Бея ,Чжуге Ляна , і вони були братами по присязі . 
Одного разу Ма Лян написав листа Чжуге Ляну, який у той час перебував у провінції І, щоб похвалити та підбадьорити його.
Пізніше Ма Лян отримав посаду старшого клерка (掾) в офісі генерала лівих сил (左將軍). 
Згодом він був призначений емісаром для зустрічі з полководцем Сунь Цюанем , союзником Лю Бея. Перед своєю місією до Ву Ма Лян поговорив із Чжуге Ляном: «Тепер, коли держава відправляє мене з місією принести гармонію та дружбу між нашими двома націями,  чи можете ви представити мене генералу Сунь Цюаню?"  Чжуге Лян відповів: «Тобі варто спробувати написати щось самостійно».  І Тоді Ма Лян написав лист, у якому  говорилося: «Наш мудрий пан посилає свого радника Ма Лянга, щоб передати мою пошану, принести подарунки та збільшити процвітання нашої дружби, таким чином продовжуючи похвальну спадщину Кунву (昆吾) та Шивея (豕韋) . Я щаслива людина з деякими талантами з регіону Цзін і Чу. Я рідко дію поспіхом, але маю чесноту доводити справу до кінця. Зі спокійним серцем я повертаю голову до вас, сподіваючись, що ви зволите прийняти мене і надати мені допомогу, щоб я міг виконати свою місію».  Сунь Цюань дуже шанобливо приймав і ставився до Ма Ляна. 
У 221 році, після падіння династії Східна Хань , Лю Бей проголосив себе імператором і заснував державу Шу Хань . Ма Лян був призначений доглядачем палацу (侍中) у Шу. Того ж року Лю Бей розпочав кампанію проти Сунь Цюаня  , що призвело до битви при Сяотіні . Ма Ляну було доручено переконати племінні народи Вулін (武陵) (навколо сучасного району Вулін , Чанде , Хунань) приєднатися до Лю Бея, і він досяг успіху у своїй місії. Армія просувалася до Сяотіна в Ідао, де Лю Бей розширив свої табори, тісно пов’язані один з одним. У той час Ма Лян, що йшов по дорозі до Хеньшаня (佷山), був відправлений для нагляду та управління справами племен І та Ман з Вулін.  Зрештою Лю Бей зазнав поразки від полководця Лу Сюня в битві при Сяотіні в 222 році. Під час запеклої битви Ма Лян загинув. Після відступу війська до Байдічен (у сучасному повіті Фенцзе , Чунцін ), Лю Бей призначив сина Ма Ляна, Ма Біна (馬秉), командиром кавалерії (騎都尉).   

## Оцінка
Чень Шоу , який написав біографію Ма Ляна в «Записах трьох царств» ( Sanguozhi ), так оцінив його діяльність: «Ма Лян був непідкупним, чесним і його хвалили як видатну еліту. Він був гідний називатися лінші (令士; чеснотливий вчений джентльмен)... Разом з Дун Хе , Лю Ба , Чень Чжень і Дун Юнь він був одним із найкращих чиновників у Шу».  

## У романі про три царства
Ма Лян — другорядний персонаж історичного роману 14-го століття «Роман про три царства». Він приєднується до Лю Бея за рекомендацією Ї Джі разом зі своїм молодшим братом Ма Су. Ма Лян радить Лю Бею призначити Лю Ци губернатором провінції Цзін, щоб задовольнити людей, поки той завойовує Південну Командорію. Під час завоювання провінції І він залишається позаду та виконує роль головного цивільного радника Гуань Юя, виступаючи голосом розуму під час переговорів з Ву.